# Klotiazepam

Strukturformel för klotiazepam.

Klotiazepam, summaformel C16H15ClN2OS, är ett ångestdämpande och lugnande medel som tillhör gruppen bensodiazepiner. Preparatet används inte som läkemedel i Sverige.
Substansen är narkotikaklassad och ingår i förteckning P IV i 1971 års psykotropkonvention, samt i förteckning IV i Sverige.